# 郵報：密戰
是一部於2017年上映的美國劇情電影，由史蒂芬·史匹柏執導，莉茲·漢娜（Liz Hannah）與喬許·辛格編劇，並由梅莉·史翠普與湯姆·漢克斯等人主演。
該片的發展始於2016年10月，當時製片人艾美·帕斯卡獲得了莉茲·漢娜撰寫的電影劇本。該片的製片作業於2017年5月30日在紐約開始。《郵報：密戰》於2017年12月22日在美國發行。而巧合地，美國總統特朗普上任後不時打擊新聞自由，批評傳媒針對他，而當中亦曾提及到電影中所講述《華盛頓郵報》，一如電影情節。而導演史匹堡表示目前的政府作風與尼克遜時代極為相似，他希望藉此片喚起大眾關注新聞自由，站起來支持傳媒報導真相。電影在評論界的評價以正面為主，其中主要稱讚史翠普與漢克斯的演出表現。

## 劇情概要
該片是改編自「五角大樓文件」一案，此機密文件為美國國防部對1945年到1967年，美國在越南戰爭時期政治和軍事操作及捲入的評估報告。而《華盛頓郵報》的凱瑟琳·葛蘭姆（梅莉史翠普飾演），也是美國第一位女性報紙發行人，以及報社編輯班·布萊德利（湯姆漢克斯飾演）攜手合作，他們必須使出全力和時間賽跑，趕在《紐約時報》之前揭露一件牽連四屆美國總統任期、長達三十餘年的龐大掩蓋事件，進而參與一場記者與政府之間的空前鬥爭的故事。

## 演員
- 梅莉·史翠普 飾演 凱瑟琳·葛蘭姆，《華盛頓郵報》的發行人。
- 湯姆·漢克斯 飾演 班·布萊德利，《華盛頓郵報》的報社編輯。
- 莎拉·保羅森 飾演 安東妮·「東妮」·平索·布萊德利
- 鮑勃·奧登科克[5] 飾演 班·巴格迪基（英语：Ben Bagdikian），《華盛頓郵報》的副編。
- 特雷西·萊特[5] 飾演 弗里茲·畢比
- 布萊德利·惠特福德[5] 飾演 亞瑟·帕森斯
- 布魯斯·格林伍德[5] 飾演 勞勃·麥納馬拉，前美國國防部長
- 凱莉·庫恩 飾演 梅格·葛林菲爾德（英语：Meg Greenfield），《華盛頓郵報》的編輯。
- 馬修·瑞斯[6] 飾演 丹尼爾·艾爾斯伯格，美國軍方分析師。
- 愛莉森·布里 飾演 萊利·維茅斯（英语：Lally Weymouth），葛蘭姆的女兒。
- 傑西·普萊蒙[6] 飾演 羅傑·克拉克
- 大衛·科茨 飾演 霍華·西蒙斯（英语：Howard Simons），《華盛頓郵報》的主編。
- 扎克·伍茲[6] 飾演 安東尼·伊斯耶
- 帕特·希利（英语：Pat Healy (actor)） 飾演 菲利普·L·加耶林（英语：Philip L. Geyelin），《華盛頓郵報》的編輯。
- 麥可·斯圖巴[6] 飾演 亞伯·羅森塔爾，《紐約時報》的主編。

## 製作
2016年10月，艾美·帕斯卡獲得了莉茲·漢娜（Liz Hannah）撰寫的電影劇本。2017年3月，據報導，史蒂芬·史匹柏正在為執導及監製《The Post》一事進行談判，而湯姆·漢克斯與梅莉·史翠普則分別為飾演凱瑟琳·葛蘭姆及班·布萊德利的事宜與片商會談。除此之外，該片的演員還包含愛莉森·布里、凱莉·庫恩、大衛·科茨、布魯斯·格林伍德、特雷西·萊特、鮑勃·奧登科克、莎拉·保羅森、傑西·普萊蒙、馬修·瑞斯、麥可·斯圖巴、布萊德利·惠特福德與扎克·伍茲等人。《郵報：密戰》的製片作業於5月30日在紐約開始。6月，該片的片名改為《The Papers》，但隨後又於8月25日改回《The Post》。

## 音樂
2017年7月，據報導，經常與史匹柏合作的約翰·威廉斯將為該片譜曲。威廉斯最初計劃為史匹柏的另一部作品《一級玩家》製作配樂，但由於兩部電影的後期製作的時程表相近，於是威廉斯轉而選擇擔任該片的作曲家。《郵報：密戰》是威廉斯與史匹柏的第28部合作電影。

## 發行
《郵報：密戰》計劃於2017年12月22日在美國有限上映，並於2018年1月12日開始廣泛發行。該片將與同期上映的電影《縮小人生》、《電流大戰》及《大娛樂家》競爭。《綜藝》雜誌指出，《郵報：密戰》的發行日期鎖定了第90屆奧斯卡金像獎。

### 評價
爛番茄上根據265條評論，持有88%的新鮮度，平均得分為8／10。该网站上的批评共识写道：“《邮报》的时代背景掩饰了它犀利的针砭时事的主题，被导演史蒂文·斯皮尔伯格和一群卓越的团体演员栩栩如生地描绘出来。”在Metacritic上，本片根據51條評論（47篇好評，4篇褒貶不一），獲得了83分（滿分100分），代表「普遍讚譽」。

## 榮譽
| 類別         | 頒獎日期     | 獎項       | 獲獎或提名人   | 結果 | 來源   |
| ------------ | ------------ | ---------- | -------------- | ---- | ------ |
| 國家評論協會 | 2018年1月4日 | 最佳男主角 | 湯姆·漢克斯    | 獲獎 | [ 15 ] |
| 國家評論協會 | 2018年1月4日 | 最佳女主角 | 梅莉·史翠普    | 獲獎 | [ 15 ] |
| 國家評論協會 | 2018年1月4日 | 最佳影片   | 《郵報：密戰》 | 獲獎 | [ 15 ] |
| 奧斯卡金像獎 | 2018年3月4日 | 最佳影片   | 《郵報：密戰》 | 提名 |        |
| 奧斯卡金像獎 | 2018年3月4日 | 最佳女主角 | 梅莉·史翠普    | 提名 |        |

## 批評
與五角大樓文件案相關的《紐約時報》的人士，如詹姆士·L·葛林菲爾德、詹姆斯·古德萊爾、艾倫·M·西格爾與麥斯·法蘭克爾發言批評了該片，因為片中並未強調《紐約時報》在該事件中所扮演的重要角色。

## 外部連結
- 互联网电影数据库（IMDb）上《郵報：密戰》的资料（英文）
- AllMovie上《郵報：密戰》的资料（英文）
- Metacritic上《郵報：密戰》的資料（英文）
- 爛番茄上《郵報：密戰》的資料（英文）
- 豆瓣电影上《郵報：密戰》的資料 （简体中文）